# Volta à Turquia de 2018
A  54.ª edição da Volta à Turquia (nome oficial : Presidential Cycling Tour of Turkey) teve lugar de 9 a 14 de outubro de 2018, na Turquia entre as cidades de Konya e Istambul, num percurso de 950 quilómetros. A carreira fez parte do calendário UCI World Tour em categoria 2.uwT.

## Equipes
Vinte equipas participam na carreira, nove equipas World Tour, dez equipas continentais profissionais e uma selecção nacional turca.
| Equipes WorldTeam (9)- Astana - Bahrain-Merida - BMC Racing Team - Bora-Hansgrohe - Quick-Step Floors - Katusha-Alpecin - Team Sunweb - Trek-Segafredo - UAE Team Emirates Equipes profissionais Continentais (10)- Burgos-BH - Caja Rural-Seguros RGA - CCC Sprandi Polkowice - Delko-Marseille Provence-KTM - Euskadi Basque Country-Murias - Gazprom-RusVelo - Manzana Postobón - Sport Vlaanderen-Baloise - WB-Aqua Protect-Veranclassic - Wilier Triestina-Selle Italia Equipe nacional- Turquia |
| |

## Etapas
Esta Volta à Turquia esteve constituído por seis etapas repartidas em duas etapas planas, duas etapas de média montanha e duas etapas em elevada montanha, que representa um percurso de 950 quilómetros.
| Etapa | Data    | Percurso           | type           | Distância (km) | Vencedor            | Líder geral         |
| ----- | ------- | ------------------ | -------------- | -------------- | ------------------- | ------------------- |
| 1     | 9 out.  | Cônia – Cônia      | média montanha | 149,7          | Maximiliano Richeze | Maximiliano Richeze |
| 2     | 10 out. | Alanya – Antália   | etapa plana    | 154,1          | Sam Bennett         | Sam Bennett         |
| 3     | 11 out. | Fethiye – Marmaris | alta montanha  | 137            | Sam Bennett         | Sam Bennett         |
| 4     | 12 out. | Marmaris – Selçuk  | alta montanha  | 206,7          | Alexey Lutsenko     | Alexey Lutsenko     |
| 5     | 13 out. | Selçuk – Manisa    | média montanha | 136,5          | Álvaro Hodeg        | Alexey Lutsenko     |
| 6     | 14 out. | Bursa – Istambul   | etapa plana    | 166            | Sam Bennett         | Eduard Prades       |

## Desenvolvimento da carreira

### 1.ª etapa
| \| Classificação por etapas \| Classificação por etapas \| Classificação por etapas \| Classificação por etapas \| Classificação por etapas \| \| Ciclista \| Ciclista \| Equipe \| Tempo \| \| \| ------------------------ \| ------------------------ \| ----------------------------- \| ------------------------ \| ------------------------ \| \| 1. \| Maximiliano Richeze \| Quick-Step Floors \| 3h29m14s \| \| \| 2. \| Sam Bennett \| Bora-Hansgrohe \| + 0s \| \| \| 3. \| Jean-Pierre Drucker \| BMC Racing Team \| + 0s \| \| \| 4. \| Álvaro Hodeg \| Quick-Step Floors \| + 0s \| \| \| 5. \| Brenton Jones \| Delko-Marseille Provence-KTM \| + 0s \| \| \| 6. \| Simone Consonni \| UAE Team Emirates \| + 0s \| \| \| 7. \| Enrique Sanz \| Euskadi-Murias \| + 0s \| \| \| 8. \| Christophe Noppe \| Sport Vlaanderen-Baloise \| + 0s \| \| \| 9. \| Edward Theuns \| Team Sunweb \| + 0s \| \| \| 10. \| Luca Pacioni \| Wilier Triestina-Selle Italia \| + 0s \| \| |                     |                               |          |
| |                     |                               |          |
| |                     |                               |          |
| Classificação por etapas |                     |                               |          |
| Ciclista | Ciclista            | Equipe                        | Tempo    |
| 1. | Maximiliano Richeze | Quick-Step Floors             | 3h29m14s |
| 2. | Sam Bennett         | Bora-Hansgrohe                | + 0s     |
| 3. | Jean-Pierre Drucker | BMC Racing Team               | + 0s     |
| 4. | Álvaro Hodeg        | Quick-Step Floors             | + 0s     |
| 5. | Brenton Jones       | Delko-Marseille Provence-KTM  | + 0s     |
| 6. | Simone Consonni     | UAE Team Emirates             | + 0s     |
| 7. | Enrique Sanz        | Euskadi-Murias                | + 0s     |
| 8. | Christophe Noppe    | Sport Vlaanderen-Baloise      | + 0s     |
| 9. | Edward Theuns       | Team Sunweb                   | + 0s     |
| 10. | Luca Pacioni        | Wilier Triestina-Selle Italia | + 0s     |

| \| Classificação geral \| Classificação geral \| Classificação geral \| Classificação geral \| Classificação geral \| \| Ciclista \| Ciclista \| Equipe \| Tempo \| \| \| ------------------- \| ------------------- \| ---------------------------- \| ------------------- \| ------------------- \| \| 1. \| Maximiliano Richeze \| Quick-Step Floors \| 3h29m04s \| \| \| 2. \| Sam Bennett \| Bora-Hansgrohe \| + 4s \| \| \| 3. \| Jean-Pierre Drucker \| BMC Racing Team \| + 6s \| \| \| 4. \| Kenneth Van Rooy \| Sport Vlaanderen-Baloise \| + 7s \| \| \| 5. \| Beñat Txoperena \| Euskadi-Murias \| + 9s \| \| \| 6. \| Brenton Jones \| Delko-Marseille Provence-KTM \| + 10s \| \| \| 7. \| Simone Consonni \| UAE Team Emirates \| + 10s \| \| \| 8. \| Enrique Sanz \| Euskadi-Murias \| + 10s \| \| \| 9. \| Christophe Noppe \| Sport Vlaanderen-Baloise \| + 10s \| \| \| 10. \| Edward Theuns \| Team Sunweb \| + 10s \| \| |                     |                              |          |
| |                     |                              |          |
| |                     |                              |          |
| Classificação geral |                     |                              |          |
| Ciclista | Ciclista            | Equipe                       | Tempo    |
| 1. | Maximiliano Richeze | Quick-Step Floors            | 3h29m04s |
| 2. | Sam Bennett         | Bora-Hansgrohe               | + 4s     |
| 3. | Jean-Pierre Drucker | BMC Racing Team              | + 6s     |
| 4. | Kenneth Van Rooy    | Sport Vlaanderen-Baloise     | + 7s     |
| 5. | Beñat Txoperena     | Euskadi-Murias               | + 9s     |
| 6. | Brenton Jones       | Delko-Marseille Provence-KTM | + 10s    |
| 7. | Simone Consonni     | UAE Team Emirates            | + 10s    |
| 8. | Enrique Sanz        | Euskadi-Murias               | + 10s    |
| 9. | Christophe Noppe    | Sport Vlaanderen-Baloise     | + 10s    |
| 10. | Edward Theuns       | Team Sunweb                  | + 10s    |

### 2. ª etapa
| \| Classificação por etapas \| Classificação por etapas \| Classificação por etapas \| Classificação por etapas \| Classificação por etapas \| \| Ciclista \| Ciclista \| Equipe \| Tempo \| \| \| ------------------------ \| ------------------------ \| ----------------------------- \| ------------------------ \| ------------------------ \| \| 1. \| Sam Bennett \| Bora-Hansgrohe \| 3h24m37s \| \| \| 2. \| Álvaro Hodeg \| Quick-Step Floors \| + 0s \| \| \| 3. \| Simone Consonni \| UAE Team Emirates \| + 0s \| \| \| 4. \| Jean-Pierre Drucker \| BMC Racing Team \| + 0s \| \| \| 5. \| Iván García Cortina \| Bahrain-Merida \| + 0s \| \| \| 6. \| Edward Theuns \| Team Sunweb \| + 0s \| \| \| 7. \| John Degenkolb \| Trek-Segafredo \| + 0s \| \| \| 8. \| Enrique Sanz \| Euskadi-Murias \| + 0s \| \| \| 9. \| Luca Pacioni \| Wilier Triestina-Selle Italia \| + 0s \| \| \| 10. \| Aleksandr Porsev \| Gazprom-RusVelo \| + 0s \| \| |                     |                               |          |
| |                     |                               |          |
| |                     |                               |          |
| Classificação por etapas |                     |                               |          |
| Ciclista | Ciclista            | Equipe                        | Tempo    |
| 1. | Sam Bennett         | Bora-Hansgrohe                | 3h24m37s |
| 2. | Álvaro Hodeg        | Quick-Step Floors             | + 0s     |
| 3. | Simone Consonni     | UAE Team Emirates             | + 0s     |
| 4. | Jean-Pierre Drucker | BMC Racing Team               | + 0s     |
| 5. | Iván García Cortina | Bahrain-Merida                | + 0s     |
| 6. | Edward Theuns       | Team Sunweb                   | + 0s     |
| 7. | John Degenkolb      | Trek-Segafredo                | + 0s     |
| 8. | Enrique Sanz        | Euskadi-Murias                | + 0s     |
| 9. | Luca Pacioni        | Wilier Triestina-Selle Italia | + 0s     |
| 10. | Aleksandr Porsev    | Gazprom-RusVelo               | + 0s     |

| \| Classificação geral \| Classificação geral \| Classificação geral \| Classificação geral \| Classificação geral \| \| Ciclista \| Ciclista \| Equipe \| Tempo \| \| \| ------------------- \| ------------------- \| ------------------------ \| ------------------- \| ------------------- \| \| 1. \| Sam Bennett \| Bora-Hansgrohe \| 6h53m35s \| \| \| 2. \| Maximiliano Richeze \| Quick-Step Floors \| + 6s \| \| \| 3. \| Jean-Pierre Drucker \| BMC Racing Team \| + 12s \| \| \| 4. \| Simone Consonni \| UAE Team Emirates \| + 12s \| \| \| 5. \| Kenneth Van Rooy \| Sport Vlaanderen-Baloise \| + 13s \| \| \| 6. \| Thomas Sprengers \| Sport Vlaanderen-Baloise \| + 13s \| \| \| 7. \| Josu Zabala \| Caja Rural-Seguros RGA \| + 14s \| \| \| 8. \| Beñat Txoperena \| Euskadi-Murias \| + 15s \| \| \| 9. \| Fernando Orjuela \| Manzana Postobón \| + 15s \| \| \| 10. \| Edward Theuns \| Team Sunweb \| + 16s \| \| |                     |                          |          |
| |                     |                          |          |
| |                     |                          |          |
| Classificação geral |                     |                          |          |
| Ciclista | Ciclista            | Equipe                   | Tempo    |
| 1. | Sam Bennett         | Bora-Hansgrohe           | 6h53m35s |
| 2. | Maximiliano Richeze | Quick-Step Floors        | + 6s     |
| 3. | Jean-Pierre Drucker | BMC Racing Team          | + 12s    |
| 4. | Simone Consonni     | UAE Team Emirates        | + 12s    |
| 5. | Kenneth Van Rooy    | Sport Vlaanderen-Baloise | + 13s    |
| 6. | Thomas Sprengers    | Sport Vlaanderen-Baloise | + 13s    |
| 7. | Josu Zabala         | Caja Rural-Seguros RGA   | + 14s    |
| 8. | Beñat Txoperena     | Euskadi-Murias           | + 15s    |
| 9. | Fernando Orjuela    | Manzana Postobón         | + 15s    |
| 10. | Edward Theuns       | Team Sunweb              | + 16s    |

### 3. ª etapa
| \| Classificação por etapas \| Classificação por etapas \| Classificação por etapas \| Classificação por etapas \| Classificação por etapas \| \| Ciclista \| Ciclista \| Equipe \| Tempo \| \| \| ------------------------ \| ------------------------ \| ---------------------------- \| ------------------------ \| ------------------------ \| \| 1. \| Sam Bennett \| Bora-Hansgrohe \| 3h16m27s \| \| \| 2. \| Maximiliano Richeze \| Quick-Step Floors \| + 0s \| \| \| 3. \| John Degenkolb \| Trek-Segafredo \| + 0s \| \| \| 4. \| Patrick Bevin \| BMC Racing Team \| + 0s \| \| \| 5. \| Ahmet Örken \| Turquia \| + 0s \| \| \| 6. \| Iván García Cortina \| Bahrain-Merida \| + 26s \| \| \| 7. \| Alexey Lutsenko \| Astana \| + 26s \| \| \| 8. \| Nathan Haas \| Katusha-Alpecin \| + 26s \| \| \| 9. \| Przemysław Kasperkiewicz \| Delko-Marseille Provence-KTM \| + 26s \| \| \| 10. \| Mikel Aristi \| Euskadi-Murias \| + 26s \| \| |                          |                              |          |
| |                          |                              |          |
| |                          |                              |          |
| Classificação por etapas |                          |                              |          |
| Ciclista | Ciclista                 | Equipe                       | Tempo    |
| 1. | Sam Bennett              | Bora-Hansgrohe               | 3h16m27s |
| 2. | Maximiliano Richeze      | Quick-Step Floors            | + 0s     |
| 3. | John Degenkolb           | Trek-Segafredo               | + 0s     |
| 4. | Patrick Bevin            | BMC Racing Team              | + 0s     |
| 5. | Ahmet Örken              | Turquia                      | + 0s     |
| 6. | Iván García Cortina      | Bahrain-Merida               | + 26s    |
| 7. | Alexey Lutsenko          | Astana                       | + 26s    |
| 8. | Nathan Haas              | Katusha-Alpecin              | + 26s    |
| 9. | Przemysław Kasperkiewicz | Delko-Marseille Provence-KTM | + 26s    |
| 10. | Mikel Aristi             | Euskadi-Murias               | + 26s    |

| \| Classificação geral \| Classificação geral \| Classificação geral \| Classificação geral \| Classificação geral \| \| Ciclista \| Ciclista \| Equipe \| Tempo \| \| \| ------------------- \| ------------------- \| ------------------------ \| ------------------- \| ------------------- \| \| 1. \| Sam Bennett \| Bora-Hansgrohe \| 10h09m52s \| \| \| 2. \| Maximiliano Richeze \| Quick-Step Floors \| + 10s \| \| \| 3. \| John Degenkolb \| Trek-Segafredo \| + 22s \| \| \| 4. \| Jean-Pierre Drucker \| BMC Racing Team \| + 22s \| \| \| 5. \| Thomas Sprengers \| Sport Vlaanderen-Baloise \| + 23s \| \| \| 6. \| Josu Zabala \| Caja Rural-Seguros RGA \| + 24s \| \| \| 7. \| Fernando Orjuela \| Manzana Postobón \| + 25s \| \| \| 8. \| Iván García Cortina \| Bahrain-Merida \| + 26s \| \| \| 9. \| Nathan Haas \| Katusha-Alpecin \| + 26s \| \| \| 10. \| Eduard Prades \| Euskadi-Murias \| + 26s \| \| |                     |                          |           |
| |                     |                          |           |
| |                     |                          |           |
| Classificação geral |                     |                          |           |
| Ciclista | Ciclista            | Equipe                   | Tempo     |
| 1. | Sam Bennett         | Bora-Hansgrohe           | 10h09m52s |
| 2. | Maximiliano Richeze | Quick-Step Floors        | + 10s     |
| 3. | John Degenkolb      | Trek-Segafredo           | + 22s     |
| 4. | Jean-Pierre Drucker | BMC Racing Team          | + 22s     |
| 5. | Thomas Sprengers    | Sport Vlaanderen-Baloise | + 23s     |
| 6. | Josu Zabala         | Caja Rural-Seguros RGA   | + 24s     |
| 7. | Fernando Orjuela    | Manzana Postobón         | + 25s     |
| 8. | Iván García Cortina | Bahrain-Merida           | + 26s     |
| 9. | Nathan Haas         | Katusha-Alpecin          | + 26s     |
| 10. | Eduard Prades       | Euskadi-Murias           | + 26s     |

### 4. ª etapa
| \| Classificação por etapas \| Classificação por etapas \| Classificação por etapas \| Classificação por etapas \| Classificação por etapas \| \| Ciclista \| Ciclista \| Equipe \| Tempo \| \| \| ------------------------ \| ------------------------ \| ---------------------------- \| ------------------------ \| ------------------------ \| \| 1. \| Alexey Lutsenko \| Astana \| 5h24m22s \| \| \| 2. \| Diego Ulissi \| UAE Team Emirates \| + 0s \| \| \| 3. \| Eduard Prades \| Euskadi-Murias \| + 0s \| \| \| 4. \| James Knox \| Quick-Step Floors \| + 0s \| \| \| 5. \| Nicolas Roche \| BMC Racing Team \| + 0s \| \| \| 6. \| Ruben Guerreiro \| Trek-Segafredo \| + 0s \| \| \| 7. \| Mauro Finetto \| Delko-Marseille Provence-KTM \| + 0s \| \| \| 8. \| Delio Fernández \| Delko-Marseille Provence-KTM \| + 0s \| \| \| 9. \| Matteo Fabbro \| Katusha-Alpecin \| + 0s \| \| \| 10. \| Kilian Frankiny \| BMC Racing Team \| + 0s \| \| |                 |                              |          |
| |                 |                              |          |
| |                 |                              |          |
| Classificação por etapas |                 |                              |          |
| Ciclista | Ciclista        | Equipe                       | Tempo    |
| 1. | Alexey Lutsenko | Astana                       | 5h24m22s |
| 2. | Diego Ulissi    | UAE Team Emirates            | + 0s     |
| 3. | Eduard Prades   | Euskadi-Murias               | + 0s     |
| 4. | James Knox      | Quick-Step Floors            | + 0s     |
| 5. | Nicolas Roche   | BMC Racing Team              | + 0s     |
| 6. | Ruben Guerreiro | Trek-Segafredo               | + 0s     |
| 7. | Mauro Finetto   | Delko-Marseille Provence-KTM | + 0s     |
| 8. | Delio Fernández | Delko-Marseille Provence-KTM | + 0s     |
| 9. | Matteo Fabbro   | Katusha-Alpecin              | + 0s     |
| 10. | Kilian Frankiny | BMC Racing Team              | + 0s     |

| \| Classificação geral \| Classificação geral \| Classificação geral \| Classificação geral \| Classificação geral \| \| Ciclista \| Ciclista \| Equipe \| Tempo \| \| \| ------------------- \| ------------------- \| ---------------------------- \| ------------------- \| ------------------- \| \| 1. \| Alexey Lutsenko \| Astana \| 15h34m30s \| \| \| 2. \| Diego Ulissi \| UAE Team Emirates \| + 4s \| \| \| 3. \| Eduard Prades \| Euskadi-Murias \| + 6s \| \| \| 4. \| Nathan Haas \| Katusha-Alpecin \| + 10s \| \| \| 5. \| Ruben Guerreiro \| Trek-Segafredo \| + 10s \| \| \| 6. \| Delio Fernández \| Delko-Marseille Provence-KTM \| + 10s \| \| \| 7. \| Fabio Felline \| Trek-Segafredo \| + 10s \| \| \| 8. \| Mauro Finetto \| Delko-Marseille Provence-KTM \| + 10s \| \| \| 9. \| Matteo Fabbro \| Katusha-Alpecin \| + 10s \| \| \| 10. \| Nicolas Roche \| BMC Racing Team \| + 10s \| \| |                 |                              |           |
| |                 |                              |           |
| |                 |                              |           |
| Classificação geral |                 |                              |           |
| Ciclista | Ciclista        | Equipe                       | Tempo     |
| 1. | Alexey Lutsenko | Astana                       | 15h34m30s |
| 2. | Diego Ulissi    | UAE Team Emirates            | + 4s      |
| 3. | Eduard Prades   | Euskadi-Murias               | + 6s      |
| 4. | Nathan Haas     | Katusha-Alpecin              | + 10s     |
| 5. | Ruben Guerreiro | Trek-Segafredo               | + 10s     |
| 6. | Delio Fernández | Delko-Marseille Provence-KTM | + 10s     |
| 7. | Fabio Felline   | Trek-Segafredo               | + 10s     |
| 8. | Mauro Finetto   | Delko-Marseille Provence-KTM | + 10s     |
| 9. | Matteo Fabbro   | Katusha-Alpecin              | + 10s     |
| 10. | Nicolas Roche   | BMC Racing Team              | + 10s     |

### 5. ª etapa
| \| Classificação por etapas \| Classificação por etapas \| Classificação por etapas \| Classificação por etapas \| Classificação por etapas \| \| Ciclista \| Ciclista \| Equipe \| Tempo \| \| \| ------------------------ \| ------------------------ \| ------------------------ \| ------------------------ \| ------------------------ \| \| 1. \| Álvaro Hodeg \| Quick-Step Floors \| 3h15m12s \| \| \| 2. \| John Degenkolb \| Trek-Segafredo \| + 0s \| \| \| 3. \| Nathan Haas \| Katusha-Alpecin \| + 0s \| \| \| 4. \| Sam Bennett \| Bora-Hansgrohe \| + 0s \| \| \| 5. \| Christophe Noppe \| Sport Vlaanderen-Baloise \| + 0s \| \| \| 6. \| Edward Theuns \| Team Sunweb \| + 0s \| \| \| 7. \| Szymon Sajnok \| CCC Sprandi Polkowice \| + 0s \| \| \| 8. \| Maximiliano Richeze \| Quick-Step Floors \| + 0s \| \| \| 9. \| Aleksandr Porsev \| Gazprom-RusVelo \| + 0s \| \| \| 10. \| Simone Consonni \| UAE Team Emirates \| + 0s \| \| |                     |                          |          |
| |                     |                          |          |
| |                     |                          |          |
| Classificação por etapas |                     |                          |          |
| Ciclista | Ciclista            | Equipe                   | Tempo    |
| 1. | Álvaro Hodeg        | Quick-Step Floors        | 3h15m12s |
| 2. | John Degenkolb      | Trek-Segafredo           | + 0s     |
| 3. | Nathan Haas         | Katusha-Alpecin          | + 0s     |
| 4. | Sam Bennett         | Bora-Hansgrohe           | + 0s     |
| 5. | Christophe Noppe    | Sport Vlaanderen-Baloise | + 0s     |
| 6. | Edward Theuns       | Team Sunweb              | + 0s     |
| 7. | Szymon Sajnok       | CCC Sprandi Polkowice    | + 0s     |
| 8. | Maximiliano Richeze | Quick-Step Floors        | + 0s     |
| 9. | Aleksandr Porsev    | Gazprom-RusVelo          | + 0s     |
| 10. | Simone Consonni     | UAE Team Emirates        | + 0s     |

| \| Classificação geral \| Classificação geral \| Classificação geral \| Classificação geral \| Classificação geral \| \| Ciclista \| Ciclista \| Equipe \| Tempo \| \| \| ------------------- \| ------------------- \| ---------------------------- \| ------------------- \| ------------------- \| \| 1. \| Alexey Lutsenko \| Astana \| 18h49m42s \| \| \| 2. \| Nathan Haas \| Katusha-Alpecin \| + 4s \| \| \| 3. \| Diego Ulissi \| UAE Team Emirates \| + 4s \| \| \| 4. \| Eduard Prades \| Euskadi-Murias \| + 6s \| \| \| 5. \| Fabio Felline \| Trek-Segafredo \| + 9s \| \| \| 6. \| Ruben Guerreiro \| Trek-Segafredo \| + 10s \| \| \| 7. \| Delio Fernández \| Delko-Marseille Provence-KTM \| + 10s \| \| \| 8. \| Matteo Fabbro \| Katusha-Alpecin \| + 10s \| \| \| 9. \| Mauro Finetto \| Delko-Marseille Provence-KTM \| + 10s \| \| \| 10. \| Nicolas Roche \| BMC Racing Team \| + 10s \| \| |                 |                              |           |
| |                 |                              |           |
| |                 |                              |           |
| Classificação geral |                 |                              |           |
| Ciclista | Ciclista        | Equipe                       | Tempo     |
| 1. | Alexey Lutsenko | Astana                       | 18h49m42s |
| 2. | Nathan Haas     | Katusha-Alpecin              | + 4s      |
| 3. | Diego Ulissi    | UAE Team Emirates            | + 4s      |
| 4. | Eduard Prades   | Euskadi-Murias               | + 6s      |
| 5. | Fabio Felline   | Trek-Segafredo               | + 9s      |
| 6. | Ruben Guerreiro | Trek-Segafredo               | + 10s     |
| 7. | Delio Fernández | Delko-Marseille Provence-KTM | + 10s     |
| 8. | Matteo Fabbro   | Katusha-Alpecin              | + 10s     |
| 9. | Mauro Finetto   | Delko-Marseille Provence-KTM | + 10s     |
| 10. | Nicolas Roche   | BMC Racing Team              | + 10s     |

### 6. ª etapa
| \| Classificação por etapas \| Classificação por etapas \| Classificação por etapas \| Classificação por etapas \| Classificação por etapas \| \| Ciclista \| Ciclista \| Equipe \| Tempo \| \| \| ------------------------ \| ------------------------ \| ------------------------ \| ------------------------ \| ------------------------ \| \| 1. \| Sam Bennett \| Bora-Hansgrohe \| 3h36m28s \| \| \| 2. \| Eduard Prades \| Euskadi-Murias \| + 6s \| \| \| 3. \| Jean-Pierre Drucker \| BMC Racing Team \| + 6s \| \| \| 4. \| Mike Teunissen \| Team Sunweb \| + 6s \| \| \| 5. \| Szymon Sajnok \| CCC Sprandi Polkowice \| + 6s \| \| \| 6. \| Edward Theuns \| Team Sunweb \| + 0s \| \| \| 8. \| Maximiliano Richeze \| Quick-Step Floors \| + 0s \| \| \| 9. \| Aleksandr Porsev \| Gazprom-RusVelo \| + 0s \| \| \| 10. \| Simone Consonni \| UAE Team Emirates \| + 0s \| \| |                     |                       |          |
| |                     |                       |          |
| |                     |                       |          |
| Classificação por etapas |                     |                       |          |
| Ciclista | Ciclista            | Equipe                | Tempo    |
| 1. | Sam Bennett         | Bora-Hansgrohe        | 3h36m28s |
| 2. | Eduard Prades       | Euskadi-Murias        | + 6s     |
| 3. | Jean-Pierre Drucker | BMC Racing Team       | + 6s     |
| 4. | Mike Teunissen      | Team Sunweb           | + 6s     |
| 5. | Szymon Sajnok       | CCC Sprandi Polkowice | + 6s     |
| 6. | Edward Theuns       | Team Sunweb           | + 0s     |
| 8. | Maximiliano Richeze | Quick-Step Floors     | + 0s     |
| 9. | Aleksandr Porsev    | Gazprom-RusVelo       | + 0s     |
| 10. | Simone Consonni     | UAE Team Emirates     | + 0s     |

## Classificações finals

### Classificação geral final
| \| Classificação geral \| Classificação geral \| Classificação geral \| Classificação geral \| Classificação geral \| \| Ciclista \| Ciclista \| Equipe \| Tempo \| \| \| ------------------- \| ------------------- \| ---------------------------- \| ------------------- \| ------------------- \| \| 1. \| Eduard Prades \| Euskadi-Murias \| 22h26m16s \| \| \| 2. \| Alexey Lutsenko \| Astana \| + 0s \| \| \| 3. \| Nathan Haas \| Katusha-Alpecin \| + 4s \| \| \| 4. \| Diego Ulissi \| UAE Team Emirates \| + 4s \| \| \| 5. \| Fabio Felline \| Trek-Segafredo \| + 9s \| \| \| 6. \| Ruben Guerreiro \| Trek-Segafredo \| + 10s \| \| \| 7. \| Delio Fernández \| Delko-Marseille Provence-KTM \| + 10s \| \| \| 8. \| Matteo Fabbro \| Katusha-Alpecin \| + 10s \| \| \| 9. \| Mauro Finetto \| Delko-Marseille Provence-KTM \| + 10s \| \| \| 10. \| Nicolas Roche \| BMC Racing Team \| + 10s \| \| |                 |                              |           |
| |                 |                              |           |
| Fonte: ProCyclingStats |                 |                              |           |
| Classificação geral |                 |                              |           |
| Ciclista | Ciclista        | Equipe                       | Tempo     |
| 1. | Eduard Prades   | Euskadi-Murias               | 22h26m16s |
| 2. | Alexey Lutsenko | Astana                       | + 0s      |
| 3. | Nathan Haas     | Katusha-Alpecin              | + 4s      |
| 4. | Diego Ulissi    | UAE Team Emirates            | + 4s      |
| 5. | Fabio Felline   | Trek-Segafredo               | + 9s      |
| 6. | Ruben Guerreiro | Trek-Segafredo               | + 10s     |
| 7. | Delio Fernández | Delko-Marseille Provence-KTM | + 10s     |
| 8. | Matteo Fabbro   | Katusha-Alpecin              | + 10s     |
| 9. | Mauro Finetto   | Delko-Marseille Provence-KTM | + 10s     |
| 10. | Nicolas Roche   | BMC Racing Team              | + 10s     |

### Classificações Secundárias finals
| Classificação por pontos | Classificação por pontos | Classificação por pontos | Classificação por pontos | Classificação por pontos |
| Ciclista                 | Ciclista                 | Equipe                   | Pontos                   |                          |
| ------------------------ | ------------------------ | ------------------------ | ------------------------ | ------------------------ |
| 1.                       | Sam Bennett              | Bora-Hansgrohe           | 71 pts                   |                          |
| 2.                       | Álvaro Hodeg             | Quick-Step Floors        | 41 pts                   |                          |
| 3.                       | Jean-Pierre Drucker      | BMC Racing Team          | 38 pts                   |                          |
| 4.                       | Maximiliano Richeze      | Quick-Step Floors        | 37 pts                   |                          |
| 5.                       | Nathan Haas              | Katusha-Alpecin          | 37 pts                   |                          |
| 6.                       | John Degenkolb           | Trek-Segafredo           | 36 pts                   |                          |
| 7.                       | Simone Consonni          | UAE Team Emirates        | 29 pts                   |                          |
| 8.                       | Eduard Prades            | Euskadi-Murias           | 28 pts                   |                          |
| 9.                       | Alexey Lutsenko          | Astana                   | 27 pts                   |                          |
| 10.                      | Edward Theuns            | Team Sunweb              | 27 pts                   |                          |

| Classificação por pontos | Classificação por pontos | Classificação por pontos | Classificação por pontos | Classificação por pontos |
| Ciclista                 | Ciclista                 | Equipe                   | Pontos                   |                          |
| ------------------------ | ------------------------ | ------------------------ | ------------------------ | ------------------------ |
| 1.                       | Sam Bennett              | Bora-Hansgrohe           | 71 pts                   |                          |
| 2.                       | Álvaro Hodeg             | Quick-Step Floors        | 41 pts                   |                          |
| 3.                       | Jean-Pierre Drucker      | BMC Racing Team          | 38 pts                   |                          |
| 4.                       | Maximiliano Richeze      | Quick-Step Floors        | 37 pts                   |                          |
| 5.                       | Nathan Haas              | Katusha-Alpecin          | 37 pts                   |                          |
| 6.                       | John Degenkolb           | Trek-Segafredo           | 36 pts                   |                          |
| 7.                       | Simone Consonni          | UAE Team Emirates        | 29 pts                   |                          |
| 8.                       | Eduard Prades            | Euskadi-Murias           | 28 pts                   |                          |
| 9.                       | Alexey Lutsenko          | Astana                   | 27 pts                   |                          |
| 10.                      | Edward Theuns            | Team Sunweb              | 27 pts                   |                          |

| Classificação da montanha | Classificação da montanha | Classificação da montanha | Classificação da montanha | Classificação da montanha |
| Ciclista                  | Ciclista                  | Equipe                    | Pontos                    |                           |
| ------------------------- | ------------------------- | ------------------------- | ------------------------- | ------------------------- |
| 1.                        | Grega Bole                | Bahrain-Merida            | 16 pts                    |                           |
| 2.                        | Aldemar Reyes Ortega      | Manzana Postobón          | 16 pts                    |                           |
| 3.                        | Beñat Txoperena           | Euskadi-Murias            | 11 pts                    |                           |
| 4.                        | Kenneth Van Rooy          | Sport Vlaanderen-Baloise  | 6 pts                     |                           |
| 5.                        | Alexey Lutsenko           | Astana                    | 5 pts                     |                           |
| 6.                        | Yecid Sierra              | Manzana Postobón          | 5 pts                     |                           |
| 7.                        | Feritcan Şamlı            | Turquia                   | 5 pts                     |                           |
| 8.                        | Diego Rubio               | Burgos-BH                 | 4 pts                     |                           |
| 9.                        | Aimé De Gendt             | Sport Vlaanderen-Baloise  | 3 pts                     |                           |
| 10.                       | Diego Ulissi              | UAE Team Emirates         | 3 pts                     |                           |

| Classificação da montanha | Classificação da montanha | Classificação da montanha | Classificação da montanha | Classificação da montanha |
| Ciclista                  | Ciclista                  | Equipe                    | Pontos                    |                           |
| ------------------------- | ------------------------- | ------------------------- | ------------------------- | ------------------------- |
| 1.                        | Grega Bole                | Bahrain-Merida            | 16 pts                    |                           |
| 2.                        | Aldemar Reyes Ortega      | Manzana Postobón          | 16 pts                    |                           |
| 3.                        | Beñat Txoperena           | Euskadi-Murias            | 11 pts                    |                           |
| 4.                        | Kenneth Van Rooy          | Sport Vlaanderen-Baloise  | 6 pts                     |                           |
| 5.                        | Alexey Lutsenko           | Astana                    | 5 pts                     |                           |
| 6.                        | Yecid Sierra              | Manzana Postobón          | 5 pts                     |                           |
| 7.                        | Feritcan Şamlı            | Turquia                   | 5 pts                     |                           |
| 8.                        | Diego Rubio               | Burgos-BH                 | 4 pts                     |                           |
| 9.                        | Aimé De Gendt             | Sport Vlaanderen-Baloise  | 3 pts                     |                           |
| 10.                       | Diego Ulissi              | UAE Team Emirates         | 3 pts                     |                           |

| Classificação por velocidade | Classificação por velocidade | Classificação por velocidade | Classificação por velocidade | Classificação por velocidade |
| Ciclista                     | Ciclista                     | Equipe                       | Pontos                       |                              |
| ---------------------------- | ---------------------------- | ---------------------------- | ---------------------------- | ---------------------------- |
| 1.                           | Onur Balkan                  | Torku Şekerspor              | 15 pts                       |                              |
| 2.                           | Paweł Cieślik                | CCC Sprandi Polkowice        | 5 pts                        |                              |
| 3.                           | Iljo Keisse                  | Quick-Step Floors            | 5 pts                        |                              |
| 4.                           | Muhammet Atalay              | Torku Şekerspor              | 5 pts                        |                              |
| 5.                           | Thomas Sprengers             | Sport Vlaanderen-Baloise     | 3 pts                        |                              |
| 6.                           | Aimé De Gendt                | Sport Vlaanderen-Baloise     | 3 pts                        |                              |
| 7.                           | Álvaro Hodeg                 | Quick-Step Floors            | 3 pts                        |                              |
| 8.                           | Beñat Txoperena              | Euskadi-Murias               | 3 pts                        |                              |
| 9.                           | Preben Van Hecke             | Sport Vlaanderen-Baloise     | 3 pts                        |                              |
| 10.                          | Feritcan Şamlı               | Torku Şekerspor              | 3 pts                        |                              |

| Classificação por velocidade | Classificação por velocidade | Classificação por velocidade | Classificação por velocidade | Classificação por velocidade |
| Ciclista                     | Ciclista                     | Equipe                       | Pontos                       |                              |
| ---------------------------- | ---------------------------- | ---------------------------- | ---------------------------- | ---------------------------- |
| 1.                           | Onur Balkan                  | Torku Şekerspor              | 15 pts                       |                              |
| 2.                           | Paweł Cieślik                | CCC Sprandi Polkowice        | 5 pts                        |                              |
| 3.                           | Iljo Keisse                  | Quick-Step Floors            | 5 pts                        |                              |
| 4.                           | Muhammet Atalay              | Torku Şekerspor              | 5 pts                        |                              |
| 5.                           | Thomas Sprengers             | Sport Vlaanderen-Baloise     | 3 pts                        |                              |
| 6.                           | Aimé De Gendt                | Sport Vlaanderen-Baloise     | 3 pts                        |                              |
| 7.                           | Álvaro Hodeg                 | Quick-Step Floors            | 3 pts                        |                              |
| 8.                           | Beñat Txoperena              | Euskadi-Murias               | 3 pts                        |                              |
| 9.                           | Preben Van Hecke             | Sport Vlaanderen-Baloise     | 3 pts                        |                              |
| 10.                          | Feritcan Şamlı               | Torku Şekerspor              | 3 pts                        |                              |

| Classificação por equipes | Classificação por equipes    | Classificação por equipes | Classificação por equipes |
| Equipe                    | Equipe                       | Tempo                     |                           |
| ------------------------- | ---------------------------- | ------------------------- | ------------------------- |
| 1.                        | BMC Racing Team              | 67h19m18s                 |                           |
| 2.                        | Katusha-Alpecin              | + 23s                     |                           |
| 3.                        | Trek-Segafredo               | + 45s                     |                           |
| 4.                        | Manzana Postobón             | + 1m01s                   |                           |
| 5.                        | Sport Vlaanderen-Baloise     | + 1m30s                   |                           |
| 6.                        | Caja Rural-Seguros RGA       | + 1m39s                   |                           |
| 7.                        | Delko-Marseille Provence-KTM | + 1m51s                   |                           |
| 8.                        | Burgos-BH                    | + 4m27s                   |                           |
| 9.                        | WB-Aqua Protect-Veranclassic | + 4m37s                   |                           |
| 10.                       | Team Sunweb                  | + 4m46s                   |                           |

| Classificação por equipes | Classificação por equipes    | Classificação por equipes | Classificação por equipes |
| Equipe                    | Equipe                       | Tempo                     |                           |
| ------------------------- | ---------------------------- | ------------------------- | ------------------------- |
| 1.                        | BMC Racing Team              | 67h19m18s                 |                           |
| 2.                        | Katusha-Alpecin              | + 23s                     |                           |
| 3.                        | Trek-Segafredo               | + 45s                     |                           |
| 4.                        | Manzana Postobón             | + 1m01s                   |                           |
| 5.                        | Sport Vlaanderen-Baloise     | + 1m30s                   |                           |
| 6.                        | Caja Rural-Seguros RGA       | + 1m39s                   |                           |
| 7.                        | Delko-Marseille Provence-KTM | + 1m51s                   |                           |
| 8.                        | Burgos-BH                    | + 4m27s                   |                           |
| 9.                        | WB-Aqua Protect-Veranclassic | + 4m37s                   |                           |
| 10.                       | Team Sunweb                  | + 4m46s                   |                           |

### Classificações UCI
A Volta à Turquia atribui o mesmo número dos pontos para o UCI World Tour de 2018 (unicamente para os corredores membros de equipas World Tour) e o Classificação Mundial UCI (para todos os corredores).
| Posição.            | 1.º | 2.º | 3.º | 4.º | 5.º | 6.º | 7.º | 8.º | 9.º | 10.º |
| Classificação geral | 300 | 250 | 215 | 175 | 120 | 115 | 95  | 75  | 60  | 50   |
| Por etapas          | 40  | 15  | 6   |     |     |     |     |     |     |      |
| Líder               | 6   |     |     |     |     |     |     |     |     |      |

| Faixa | Corredor            | Equipe                        | Geral | etapa | Líder | Total |
| ----- | ------------------- | ----------------------------- | ----- | ----- | ----- | ----- |
| 1     | Eduard Prades       | Euskadi Basque Country-Murias | 300   | 21    | -     | 321   |
| 2     | Alexey Lutsenko     | Astana                        | 250   | 40    | 12    | 302   |
| 3     | Nathan Haas         | Katusha-Alpecin               | 215   | 6     | -     | 221   |
| 4     | Diego Ulissi        | UAE Emirates                  | 175   | 15    | -     | 190   |
| 5     | Sam Bennett         | Bora-Hansgrohe                | -     | 135   | 12    | 147   |
| 6     | Fabio Felline       | Trek-Segafredo                | 120   | -     | -     | 120   |
| 7     | Ruben Guerreiro     | Trek-Segafredo                | 115   | -     | -     | 115   |
| 8     | Delio Fernández     | Delko Marseille Provence KTM  | 95    | -     | -     | 95    |
| 9     | Matteo Fabbro       | Katusha-Alpecin               | 75    | -     | -     | 75    |
| 10    | Maximiliano Richeze | Quick-Step Floors             | -     | 55    | 6     | 61    |

## Evolução das classificações
| Etapa                 | Vencedor              | Classificação geral | Classificação por pontos | Classificação da montanha | Classificação dos sprints | Classificação por equipas |
| --------------------- | --------------------- | ------------------- | ------------------------ | ------------------------- | ------------------------- | ------------------------- |
| 1                     | Maximiliano Richeze   | Maximiliano Richeze | Maximiliano Richeze      | Beñat Txoperena           | Onur Balkan               | Quick-Step Floors         |
| 2                     | Sam Bennett           | Sam Bennett         | Sam Bennett              | Beñat Txoperena           | Onur Balkan               | Sport Vlaanderen–Baloise  |
| 3                     | Sam Bennett           | Sam Bennett         | Sam Bennett              | Beñat Txoperena           | Onur Balkan               | Sport Vlaanderen–Baloise  |
| 4                     | Alexey Lutsenko       | Alexey Lutsenko     | Sam Bennett              | Aldemar Reis              | Onur Balkan               | BMC Racing                |
| 5                     | Álvaro Hodeg          | Alexey Lutsenko     | Sam Bennett              | Aldemar Reis              | Onur Balkan               | BMC Racing                |
| 6                     | Sam Bennett           | Eduard Prades       | Sam Bennett              | Grega Bole                | Onur Balkan               | BMC Racing                |
| Classificações finais | Classificações finais | Eduard Prades       | Sam Bennett              | Grega Bole                | Onur Balkan               | BMC Racing                |

## Lista dos participantes
- Lista de saída completa